# Йерхофф, Фрэнк
Фрэнк Дж. Йерхофф (англ. Frank J. Yerhoff, 8 мая 1918, Реджайна — 27 апреля 1999) — канадский шахматист. Чемпион Канады 1945 г. (поделил 1—2 места с Даниелом Яновским, дополнительный матч не проводился).
В составе национальной сборной участник радиоматча с командой Австралии.
Добился больших успехов на национальном уровне в игре по переписке. В 1938 г. выиграл чемпионат Канадской ассоциации заочных шахмат. В 1939, 1940, 1941, 1943 и 1945 гг. побеждал в чемпионатах Канады по переписке.

## Спортивные результаты
| Год  | Город     | Соревнование                                      | + | − | = | Результат | Место |
| ---- | --------- | ------------------------------------------------- | - | - | - | --------- | ----- |
| 1945 | Саскатун  | Чемпионат Канады                                  | 9 | 0 | 3 | 10½ из 12 | 1—2   |
| 1946 | Питтсбург | Открытый чемпионат США                            |   |   |   |           | [ 2 ] |
| 1947 | Квебек    | Чемпионат Канады                                  |   |   |   |           | [ 3 ] |
|      |           | Радиоматч Австралия — Канада (против М. Джеллиса) | 0 | 1 | 0 | 0 из 1    |       |
| 1951 | Ванкувер  | Чемпионат Канады                                  | 3 | 5 | 4 | 5 из 12   | 8—9   |